# World League di pallavolo 2010
La XXI World League di pallavolo si è svolta dal 4 giugno al 25 luglio 2010. Dopo la fase a gironi, che si è disputata dal 4 giugno al 10 luglio, la fase finale, a cui si sono qualificate le prime squadre classificate dei quattro gironi di qualificazione, la migliore seconda e l'Argentina, paese ospitante, si è svolta dal 21 al 25 luglio a Córdoba, in Argentina.

## Squadre partecipanti
| - Bulgaria - Finlandia - Francia - Germania - Italia - Paesi Bassi - Polonia - Russia - Serbia | - Argentina - Brasile - Cuba - Stati Uniti | - Cina - Corea del Sud | - Egitto |

## Gironi
| Gruppo A                                   | Gruppo B                   | Gruppo C                            | Gruppo D                        |
| ------------------------------------------ | -------------------------- | ----------------------------------- | ------------------------------- |
| Brasile Bulgaria Paesi Bassi Corea del Sud | Serbia Italia Francia Cina | Russia Stati Uniti Finlandia Egitto | Argentina Cuba Polonia Germania |

## Prima fase
In questa fase le squadre sono state divise in quattro gironi all'italiana con partite di andata e ritorno. Ogni squadra affronta tutte le altre del girone due volte in casa e due volte in trasferta. La squadra vincitrice conquista tre punti in caso di vittoria piena (3-0 o 3-1) oppure due punti in caso di vittoria al tie-break (3-2), viceversa la squadra perdente non conquista nessun punto se viene sconfitta per 3-0 o 3-1, mentre conquista un punto se perde per 3-2. In caso di parità di punti la classifica viene stilata tenendo conto nell'ordine dei seguenti fattori:
- Partite vinte
- Quoziente punti
- Quoziente set

## Fase finale

### Finali 1º e 3º posto
|  | Semifinali | Semifinali | Semifinali |        |         | Finale          | Finale          | Finale          |  |
|  |            |            |            |        |         |                 |                 |                 |  |
|  | Brasile    | Brasile    | 3          |        |         |                 |                 |                 |  |
|  | Brasile    | Brasile    | 3          |        |         |                 |                 |                 |  |
|  | Cuba       | Cuba       | 1          |        |         |                 |                 |                 |  |
|  | Cuba       | Cuba       | 1          |        | Brasile | Brasile         | 3               |                 |  |
|  |            |            |            |        | Brasile | Brasile         | 3               |                 |  |
|  |            |            | Russia     | Russia | 1       |                 |                 |                 |  |
|  | Russia     | Russia     | Russia     | Russia | 1       | 3               |                 |                 |  |
|  | Russia     | Russia     |            |        |         | 3               |                 |                 |  |
|  | Serbia     | Serbia     | 0          |        |         | Finale 3º posto | Finale 3º posto | Finale 3º posto |  |
|  | Serbia     | Serbia     | 0          |        |         |                 |                 |                 |  |
|  |            |            |            |        |         |                 |                 |                 |  |
|  |            |            |            |        |         | Cuba            | Cuba            | 2               |  |
|  |            |            |            |        |         | Cuba            | Cuba            | 2               |  |
|  |            |            |            |        |         | Serbia          | Serbia          | 3               |  |

## Podio

### Campione
Formazione: 1 Bruno de Rezende, 5 Sidnei dos Santos, 6 Leandro Vissotto, 7 Gilberto de Godoy , 8 Murilo Endres, 9 Théo Lopes, 11 Thiago Alves, 12 João Paulo Tavares, 14 Rodrigo Santana, 15 Maurício Silva, 16 Lucas Saatkamp, 17 Marlon Yared, 18 Dante do Amaral, 19 Mário Pedreira, CT: Bernardo de Rezende

### Secondo posto
Formazione: 2 Semën Poltavskij, 3 Dmitrij Krasikov, 4 Taras Chtej, 6 Sergej Grankin, 7 Aleksej Kazakov , 8 Denis Birjukov, 10 Jurij Berežko, 11 Aleksandr Janutov, 13 Dmitrij Muserskij, 14 Anton Astašenkov, 15 Aleksandr Volkov, 16 Sergej Makarov, 17 Maksim Michajlov, 19 Valerij Komarov, CT: Daniele Bagnoli

### Terzo posto
Formazione: 1 Nikola Kovačević, 4 Bojan Janić, 5 Vlado Petković, 6 Miloš Terzić, 7 Dragan Stanković, 10 Miloš Nikić, 11 Mihajlo Mitić, 13 Tomislav Đokić, 15 Saša Starović, 17 Borislav Petrović, 18 Marko Podraščanin, 19 Nikola Rosić, CT: Igor Kolaković

## Classifica finale
| Classifica | Squadre       |
| ---------- | ------------- |
|            | Brasile       |
|            | Russia        |
|            | Serbia        |
| 4          | Cuba          |
| 5          | Argentina     |
| 6          | Italia        |
| 7          | Bulgaria      |
| 8          | Stati Uniti   |
| 9          | Germania      |
| 10         | Polonia       |
| 11         | Paesi Bassi   |
| 12         | Francia       |
| 13         | Finlandia     |
| 14         | Egitto        |
| 15         | Cina          |
| 16         | Corea del Sud |